# Барулина, Юлия Титовна
Юлия Титовна Барулина (р. 1937) — наладчица стержневых машин, Герой Социалистического Труда (1977).

## Биография
Юлия Титовна Барулина родилась 16 мая 1937 года в деревне Колесники Починковского района (ныне — Смоленской области). После окончания средней школы работала в колхозе. С 1958 года жила в Москве, работала на Московском автомобильном заводе имени И. А. Лихачёва, освоила специальность стерженщицы.
Барулина стала одной из первых освоивших механизированный метод изготовления стержней на пескодувно-пескострельных машинах, работавших в стержневом отделении главного литейного цеха серого чугуна завода. С 1976 года работала наладчицей стержневых машин. Неизменно показывала высокие результаты в труде и качестве изготовляемой продукции. Избиралась делегатом различных съездов, членом Московского горкома КПСС, депутатом Моссовета.
Указом Президиума Верховного Совета СССР от 17 мая 1977 года за «выдающиеся успехи, достигнутые в выполнении плановых заданий на 1976 год и принятых социалистических обязательств» Юлия Титовна Барулина была удостоена высокого звания Героя Социалистического Труда с вручением ордена Ленина и медали «Серп и Молот».
В настоящее время Барулина находится на пенсии, проживает в Москве.
Награждена также орденом Трудового Красного Знамени и рядом медалей.